# Paraliparis
Paraliparis är ett släkte av fiskar. Paraliparis ingår i familjen Liparidae.

## Dottertaxa tillParaliparis, i alfabetisk ordning[1]
- Paraliparis abyssorum
- Paraliparis acutidens
- Paraliparis adustus
- Paraliparis albeolus
- Paraliparis albescens
- Paraliparis andriashevi
- Paraliparis antarcticus
- Paraliparis anthracinus
- Paraliparis aspersus
- Paraliparis ater
- Paraliparis atramentatus
- Paraliparis atrolabiatus
- Paraliparis attenuatus
- Paraliparis auriculatus
- Paraliparis australiensis
- Paraliparis australis
- Paraliparis avellaneus
- Paraliparis badius
- Paraliparis balgueriasi
- Paraliparis bathybius
- Paraliparis bipolaris
- Paraliparis brunneocaudatus
- Paraliparis brunneus
- Paraliparis bullacephalus
- Paraliparis calidus
- Paraliparis carlbondi
- Paraliparis cephalus
- Paraliparis cerasinus
- Paraliparis challengeri
- Paraliparis charcoti
- Paraliparis copei
- Paraliparis coracinus
- Paraliparis costatus
- Paraliparis csiroi
- Paraliparis dactyloides
- Paraliparis dactylosus
- Paraliparis darwini
- Paraliparis deani
- Paraliparis debueni
- Paraliparis delphis
- Paraliparis dewitti
- Paraliparis devriesi
- Paraliparis diploprora
- Paraliparis dipterus
- Paraliparis duhameli
- Paraliparis eastmani
- Paraliparis edwardsi
- Paraliparis eltanini
- Paraliparis entochloris
- Paraliparis fimbriatus
- Paraliparis fuscolingua
- Paraliparis galapagosensis
- Paraliparis garmani
- Paraliparis gomoni
- Paraliparis gracilis
- Paraliparis grandis
- Paraliparis hobarti
- Paraliparis holomelas
- Paraliparis hubbsi
- Paraliparis hureaui
- Paraliparis hystrix
- Paraliparis impariporus
- Paraliparis incognita
- Paraliparis infeliciter
- Paraliparis kocki
- Paraliparis kreffti
- Paraliparis labiatus
- Paraliparis lasti
- Paraliparis latifrons
- Paraliparis leobergi
- Paraliparis leucogaster
- Paraliparis leucoglossus
- Paraliparis liparinus
- Paraliparis macrocephalus
- Paraliparis mandibularis
- Paraliparis mawsoni
- Paraliparis megalopus
- Paraliparis meganchus
- Paraliparis melanobranchus
- Paraliparis membranaceus
- Paraliparis mento
- Paraliparis meridionalis
- Paraliparis merodontus
- Paraliparis mexicanus
- Paraliparis molinai
- Paraliparis monoporus
- Paraliparis murieli
- Paraliparis nassarum
- Paraliparis neelovi
- Paraliparis nigellus
- Paraliparis obliquosus
- Paraliparis obtusirostris
- Paraliparis operculosus
- Paraliparis orcadensis
- Paraliparis paucidens
- Paraliparis pectoralis
- Paraliparis piceus
- Paraliparis plagiostomus
- Paraliparis porcus
- Paraliparis retrodorsalis
- Paraliparis rosaceus
- Paraliparis rossi
- Paraliparis skeliphrus
- Paraliparis somovi
- Paraliparis stehmanni
- Paraliparis tasmaniensis
- Paraliparis tetrapteryx
- Paraliparis thalassobathyalis
- Paraliparis tompkinsae
- Paraliparis trilobodon
- Paraliparis trunovi
- Paraliparis ulochir
- Paraliparis vaillanti
- Paraliparis valentinae
- Paraliparis violaceus
- Paraliparis wolffi